# 源成農場製糖所
源成農場製糖所是一座曾存在於臺灣彰化縣二林鎮的製糖工廠。由三五公司源成農場在1932年設立，位於臺中州北斗郡二林街，其農場與糖廠在二戰後即廢止，原址位於今日彰化縣二林鎮過溝子聚落。

## 沿革
三五公司社長愛久澤直哉在1909年買下了二林庄456甲的官有予約開墾許可地與接鄰的1,569甲民有地，成立了源成農場，並在同年招攬了86戶（322人）的日本人來此開墾，從事水田和旱田耕作。後來陸續有來自日本岐阜、熊本、新潟之移民約130戶於該地居住工作。三五公司源成農場的日本移民戶數一度有123戶，但由於農場生產成績不理想，造成部分日本移民離開，而之後便招覽了附近的客家人來開墾。源成農場在1910年設立了改良糖廍。1932年，小林正之介擔任主事並決定改建新式製糖工廠；於1933年12月21日完工。1934年1月，正式開工製糖，每日壓榨甘蔗量350公噸(另有一說為900公噸 )。1944年8月31日，《總督府官報》公告源成農場事業廢止及原料採集區域失效。
三五公司在臺灣總督府協助下，強行徵購土地近3,000公頃。以下為源成農場的土地面積變化：
| 土地用途 | 1909年 | 1912年 | 1918年 | 1926年 | 1931年 | 1940年 |
| -------- | ------ | ------ | ------ | ------ | ------ | ------ |
| 田       | 不明   | 不明   | 不明   | 1,581  | 1,612  | 1,262  |
| 旱田     | 不明   | 不明   | 不明   | 860    | 1,233  | 1,547  |
| 其他     | 不明   | 不明   | 不明   | 85     | 247    | 1,200  |
| 計       | 2,025  | 2,640  | 3,280  | 2,526  | 3,092  | 4,009  |

## 外部連結
- 臺糖全球中文入口網 （页面存档备份，存于）
- 三五公司源成農場製糖工廠鐵道分佈圖 （页面存档备份，存于）

## 延伸閱讀
- 臺灣的某製糖會社的農場經營調查，平識善雄，臺北帝國大學附屬農林專門部，1941 （页面存档备份，存于）
- 旗山三五公司南隆農場合資會社貸款相關文件之二 - 臺灣史檔案資源系統 （页面存档备份，存于）
- 旗山三五公司南隆農場貸款相關文件之一 - 臺灣史檔案資源系統 （页面存档备份，存于）